# Human Desire (film, 1919)
Pour les articles homonymes, voir Human Desire.
Pour plus de détails, voir Fiche technique et Distribution.
Human Desire est un film américain réalisé par Wilfrid North, sorti en 1919.

## Fiche technique
- Titre : Human Desire
- Réalisation : Wilfrid North
- Scénario :  Edward J. Montagne, d'après le roman de Violet Irwin
- Intertitres : Don Bartlett
- Photographie : John W. Brown
- Montage :
- Producteurs : Anita Stewart, Louis B. Mayer
- Société de production : Anita Stewart Productions, Louis B. Mayer Productions
- Société de distribution : Associated First National Pictures
- Pays d'origine :  États-Unis
- Langue : film muet avec les intertitres en anglais
- Format : Noir et blanc — 35 mm — 1,33:1 — Muet
- Métrage : 1 800 mètres (6 bobines)
- Genre : Film dramatique, Film romantique
- Durée : 1 heure
- Dates de sortie :
  -  États-Unis : novembre 1919

## Distribution
- Anita Stewart : Bernice
- Conway Tearle : Robert Bruce
- Bob Steele : Jasper Norton
- Eulalie Jensen : Helen
- Naomi Childers (en) : Marguerite Hunt
- Templar Saxe : Paul Stapleton
- Hattie Delaro (en) : Miss March